# نوبوهيدي إيواشيتا
نوبوهيدي إيواشيتا (باليابانية: 岩科 信秀) (مواليد 11 ديسمبر 1969)، هو لاعب كرة قدم سابق كان يلعب كلاعب وسط.